# Радован Вишковић
Радован Вишковић (Буљевићи код Власенице, 1. фебруар 1964) босанско-херцеговачки је политичар и универзитетски професор. Вишковић је доцент и доктор наука из области саобраћаја. Садашњи је предсједник Владе Републике Српске и потпредсједник Савеза независних социјалдемократа (СНСД). Бивши је народни посланик у Народној скупштини Републике Српске.

## Биографија
Радован (Боривоје) Вишковић је рођен 1. фебруара 1964. године у мјесту Буљевићи код Власенице (данас општина Милићи). Основну школу је завршио у родном мјесту, а средњу школу и Саобраћајни факултет у Сарајеву (смјер Друмски транспорт). Стекао је звање дипломираног инжењера саобраћаја (1990). Постдипломске студије је завршио на Технолошком факултету у Зворнику (2005), а докторске студије на Саобраћајном факултету у Добоју (2015).
Радни однос је започео 1990. године као асистент на Саобраћајном факултету у Сарајеву. Након рата, од 1996. године ради у компанији „Боксит” а. д. Милићи гдје је обављао дужност извршног директора за сектор саобраћаја. Крајем 2015. године изабран је за доцента на Саобраћајном факултету у Добоју у области Транспортно инжењерство, Друмски саобраћај и транспорт.
Радован Вишковић је политичку каријеру започео 2004. године као одборник Скупштине општине Милићи, а током 2006, 2010, 2014. и 2018. биран је за народног посланика у Народној скупштини Републике Српске. Био је предсједник Клуба посланика Савеза независних социјалдемократа (СНСД). За предсједника Владе Републике Српске изабран је 18. децембра 2018.
Ожењен је и има двоје дјеце.

## Награде и признања
- Орден Републике Србије на ленти (28. јун 2025)[6]

## Радови
Доц. др Радован Вишковић је коаутор више радова објављених на скуповима међународног и националног значаја, као и коаутор три књиге:
- Пеулић, В., Шекара, М., Вишковић, Р., Матоц, Ж., Халиловић, Н., Транспорт опасних материја ADR 2009, Графид д. о. о., Бања Лука, 2009.
- Пеулић, В., Вишковић, Р., и група аутора, Менаџмент друмског транспорта, Графид д. о. о., Бања Лука, 2012.
- Вишковић, Р., Пеулић В., Познавање робе, Графид д. о. о., Бања Лука, 2013.